# NGC 1279
NGC 1279 (другие обозначения — PGC 12449, PGC 12448) — галактика в созвездии Персей.
Этот объект входит в число перечисленных в оригинальной редакции «Нового общего каталога».
Галактика NGC 1279 входит в состав группы галактик NGC 1275. Помимо NGC 1279 в группу также входят ещё 53 галактики.
NGC 1279 не является слабой галактикой, находящейся в «короне» NGC 1275, как указано в LEDA. Она расположена точно по микрометрическому смещению, измеренному Уильямом Парсонсом от его звезды сравнения, которая на небе находится между NGC 1272 и NGC 1275.